# 水泄彝族乡
水泄彝族乡是中华人民共和国云南省大理白族自治州永平县下辖的一个民族乡。

## 行政区划
水泄彝族乡下辖以下村级行政区划单位：
水泄村、阿林村、阿波村、文库村、咱咧村、世兴村、乐把村、瓦厂村和狮子窝村。